# Joseph Guadet
Joseph Guadet, född den 1 november 1795 i Saint-Émilion, död där den 10 juli 1880, var en fransk historiker. Han var brorson till Élie Guadet.
Guadet utgav 1861 det för revolutionshistorien viktiga arbetet Les Girondins, leur vie privée, leur vie publique, leur proscription et leur mort (2 band).

## Fotnoter
1. ↑  Léonoredatabasen, Frankrikes kulturministerium, Léonore-ID: LH//1213/44, läst: 9 oktober 2017.[källa från Wikidata]